# Говард Робард Г'юз
Говард Робард Г'юз (англ. Howard Robard Sr. Hughes; 9 вересня 1869, м. Ланкастер, шт. Міссурі, США — 14 січня 1924, м. Г'юстон, штат Техас, США) — інженер і підприємець, винайшов шарошкове долото, чим забезпечив якісні зміни в техніці й технології буріння свердловин.

## Молодість і освіта
Говард Робард Хьюз старший народився 9 вересня 1869 року в Ланкастері, штат Міссурі, в сім'ї Джин Амелії (уродженої Саммерлін; 1842—1928) та судді Фелікса Тернера Г'юза (1837—1926). Старша сестра Хьюза Грета, більш відома під своїм сценічним псевдонімом Жанна Грета, була великою оперною та концертною співачкою. Його молодший брат, Руперт Хьюз, був відомим романістом і сценаристом. Інший брат, Фелікс молодший, був оперним співаком-баритоном.  Г'юз був класичним підприємцем, багато чого пробував і зазнав невдачі, перш ніж зрештою досяг успіху.

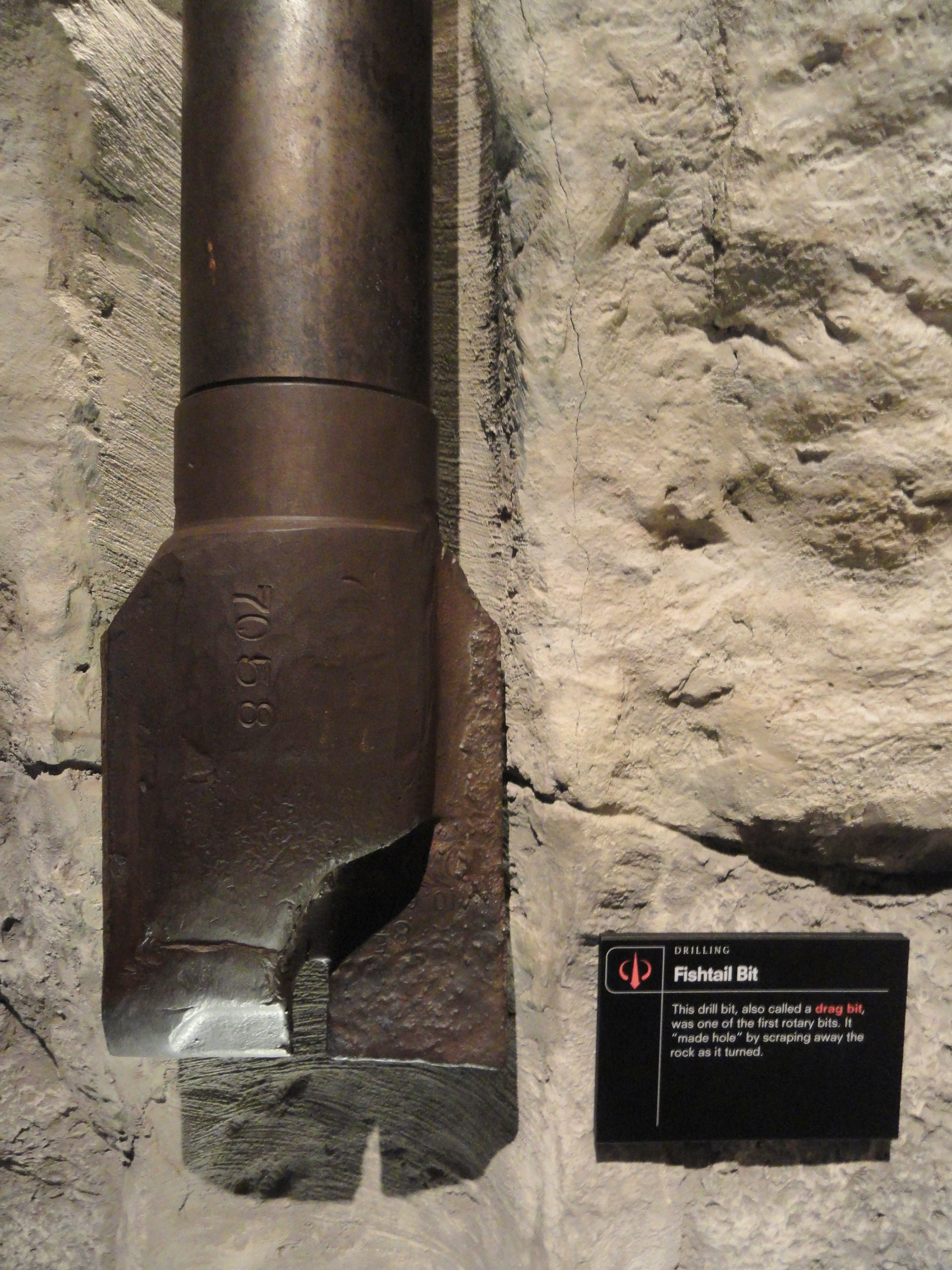
Риб'ячий хвіст. Технологія буріння до патенту Гьюза.

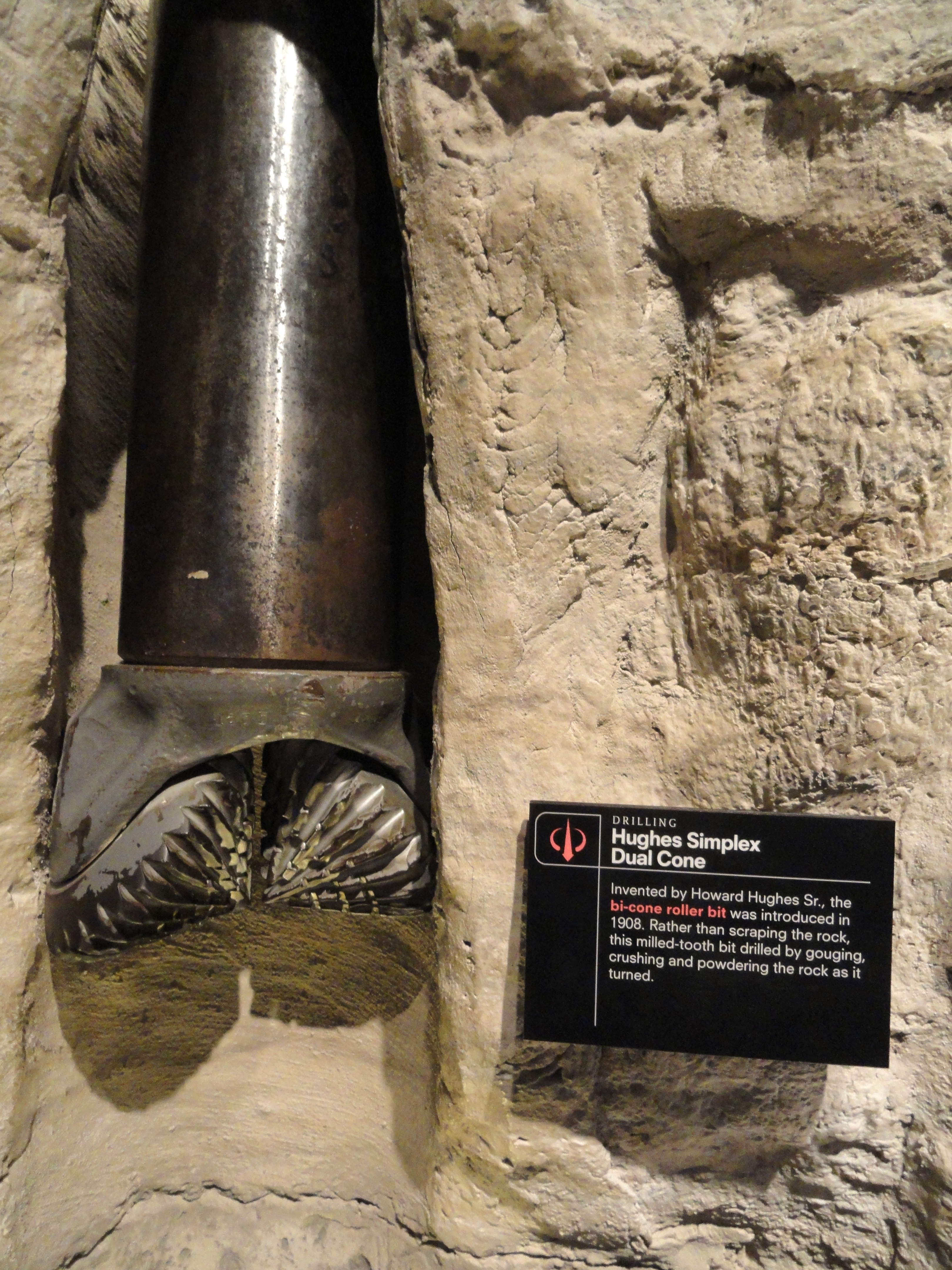
Обертовий бі-конус Hughes.

Реклама запатентованої технології Hughes.

Провівши дитинство та ранню зрілість у Кеокуку, штат Айова; він жив у різних місцях, таких як Нью-Йорк, де він був членом Гарвардського клубу; Денвер; Джоплін, Міссурі; і Бомонт, Техас, перш ніж остаточно оселитися в Х'юстоні; де народився його син Говард молодший.
Хьюз старший отримав освіту у Військовій академії Міссурі в Мехіко, штат Міссурі. Потім він вступив до Гарвардського університету в 1893 році, кинувши навчання наступного року.
Покинувши Гарвард у 1894 році, я опинився на юридичному факультеті Університету штату Айова. Мій батько хотів, щоб я став його наступником у його практиці. Занадто нетерплячий, щоб дочекатися випускного курсу, я склав іспит у Верховному суді штату Айова й розпочав адвокатську практику. Невдовзі я виявив закон надто вимогливою коханкою для чоловіка мого таланту, і покинув її між темрявою та світанком і відтоді більше ніколи не повертався. Я вирішив шукати своє щастя під землею.— Говард Хьюз старший, 1912
У 1908 році Говард Робард Г'юз винайшов двоконусне шарошкове долото «Шарп-Ґ'юз», чим створив справжню революцію в техніці й технології буріння, збільшивши в рази швидкість буріння й відкривши можливість пробурювати особливо міцні гірські породи.